# يو إس إس هاري ترومان (CVN - 75)
يو إس إس هاري ترومان (CVN - 75) هي حاملة طائرات تابعة لبحرية الولايات المتحدة الأمريكية و مسماة باسم الرئيس الأمريكي الـ33 هاري ترومان. حضر حفل الافتتاح الرئيس الأمريكي بيل كلنتون وألقى حينها كلمة قبل الافتتاح احتفالاً بتلك المناسبة التي حضرها شخصيات سياسية وعسكرية مهمة أخرى.
و بعد سنة 2001 دخلت حاملة الطائرات يو إس إس هاري ترومان (CVN - 75) في حروب مثل حرب أفغانستان و حرب العراق.